# 1845-spel

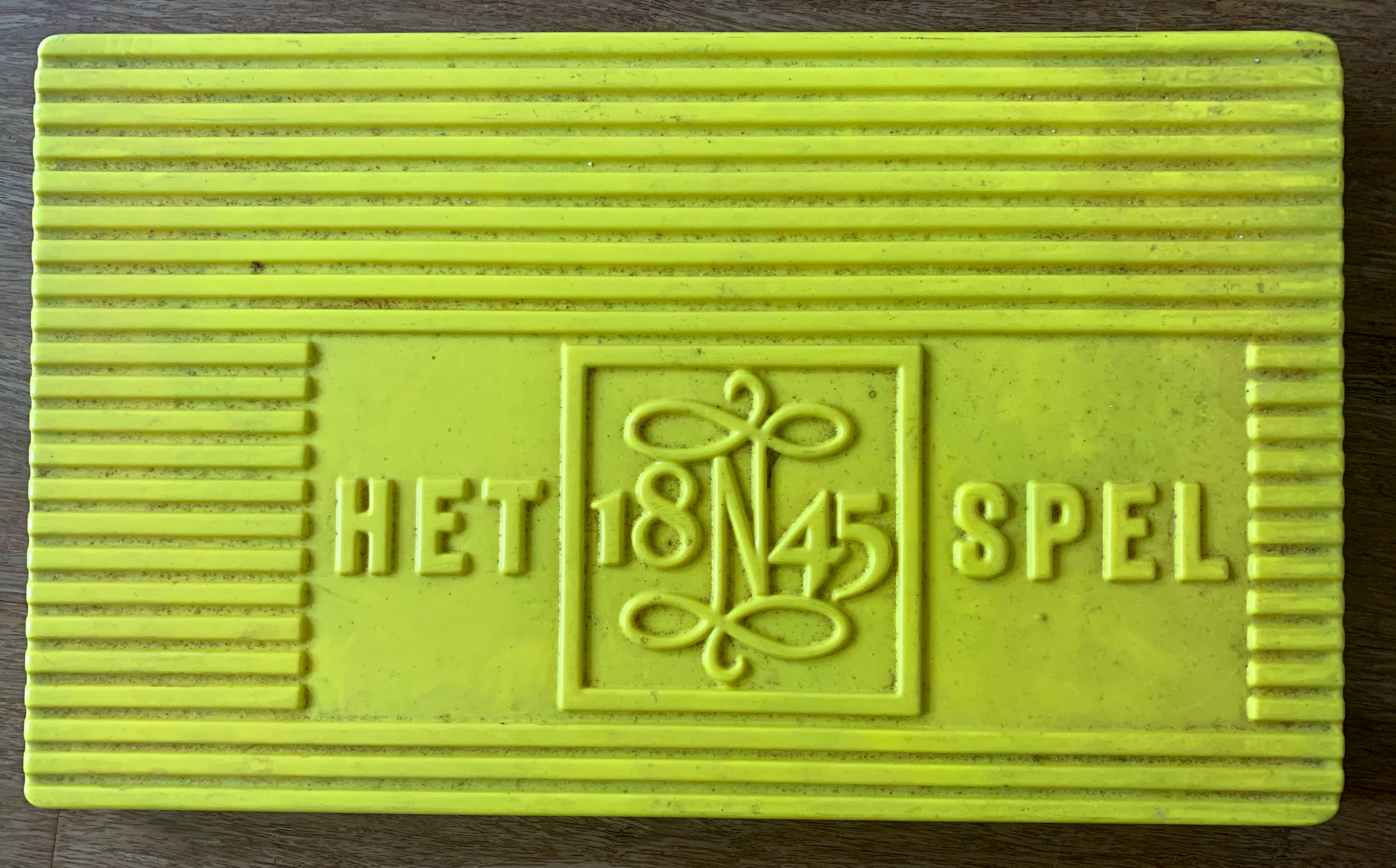

Het 1845-spel of voluit het 1845 Verzekeringsspel is een bordspel dat een combinatie is van ganzenbord en monopoly. De eerste versie van het spel werd in 1945 uitgegeven door De Nederlanden van 1845 bij het 100-jarig bestaan van deze verzekeringsmaatschappij. In 1962 fuseerde De Nederlanden van 1845 met de Nationale Levensverzekering-Bank tot Nationale-Nederlanden maar zij bleven vooralsnog onder hun eigen naam werken en er kwam een tweede versie. In 1970, bij het 125-jarig bestaan van De Nederlanden van 1845, werd alleen nog maar onder de naam Nationale-Nederlanden gewerkt en kwam er een derde gemoderniseerde versie van het spel uit.
Het doel van het spel is op een speelse wijze kinderen maar ook volwassenen vertrouwd te maken met verzekeringen en als het ware een levensloop te spelen van geboorte tot overlijden. Het spel kan worden gespeeld door 2 tot 6 personen en is geschikt voor kinderen vanaf 8 jaar maar ook voor volwassenen. Ook kan iemand de bank spelen maar dat kan ook door een speler erbij worden gedaan. Het spel duurt ongeveer 45 minuten

## Spel
Het spel bestaat uit een speelbord, één dobbelsteen en zes pionnen van verschillende kleuren. De bedoeling van het spel is in zo weinig mogelijk beurten een pion van het begin (geboorte) naar het eind van de reeks velden te voeren (overlijden), waarbij elke speler in elke beurt zijn pion zoveel velden moet verplaatsen als hij ogen gooit met de dobbelsteen.
Het spel heeft veel weg van ganzenbord maar heeft geen 63 vakjes maar 100. Net als in monopoly bestaat er geld, polissen (in plaats van straten) en kanskaarten. Aan het begin van het spel ontvangt iedere speler fl. 1.000 van de bank, 5 biljetten van fl. 10 (rood), 7 van fl. 50 (geel) en 6 van fl. 100 (blauw). Onderaan de bankbiljetten staat De Nederlanden van 1845.
Van dit geld kan men voor maximaal fl. 500 aan polissen kopen (terwijl de totale waarde van de polissen fl. 900 is) maar ook voor minder of helemaal niet. Er bestaan tien polissen voor allerlei soorten verzekeringen, die in prijs en dekking variëren. Zo zijn er goedkope en dure polissen, maar de speler moet een keuze maken en kan niet alle polissen kopen. In sommige gevallen zijn bepaalde dekkingen dubbel en moet een goede afweging worden gemaakt welke polissen men koopt.  

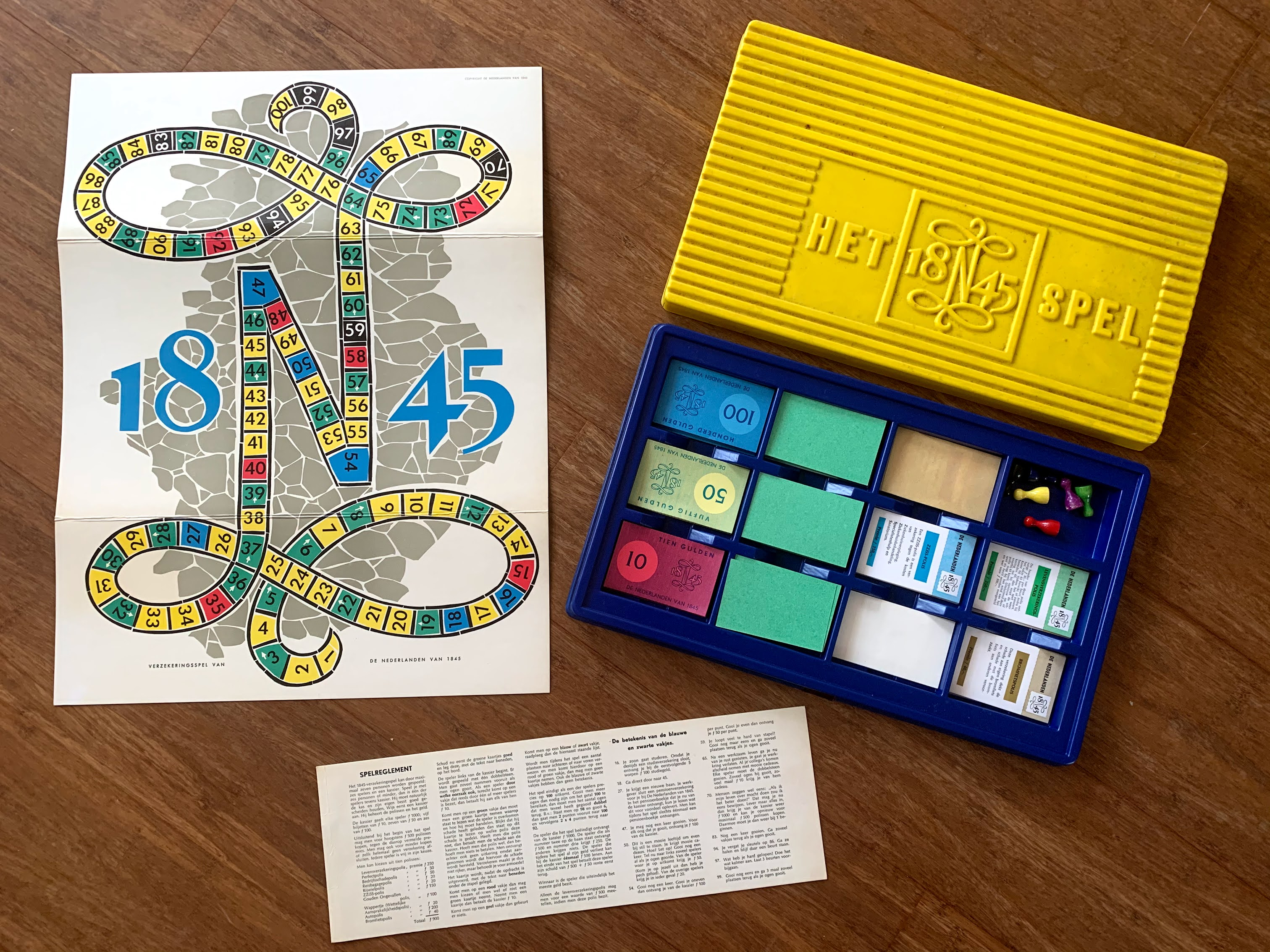

Er zijn de volgende polissen te koop in volgorde van duur tot goedkoop. De premie van de levensverzekering is bijvoorbeeld fl. 250 en de autopolis fl. 200 terwijl de rijwielpolis, reisbagagepolis en het wappertje het goedkoopst zijn. Elke polis heeft een eigen kleur. 
- Levensverzekering (donkergroen) kost fl. 250
- Autopolis kost fl. 200
- Perfectpolis (voor brand) kost fl. 50
- Bedrijfsschadepolis (rood) kost fl. 50
- Ziektekostenpolis (blauw) kost fl. 150
- Gouden ongevallenpolis (geel) kost fl. 100
- Bromfietspolis (bruin) kost fl. 40
- Rijwielpolis (grijs) kost fl. 20
- Reisbagagepolis kost fl. 20
- Wappertje (oranje) (voor allerlei kleine schade) kost fl. 20

Daarnaast bestaat er het pensioenboekje dat geheel blauw is, dat men niet kan kopen maar cadeau krijgt als men op vakje 27 komt, en vanaf vakje 65 wordt bij elke beurt dan fl. 20 uitbetaald. Indien men echter weer op een vakje onder de 65 aankomt doordat men terug moet, vervalt de pensioenuitkering tot men weer op vakje 65 aankomt. Indien men een levensverzekering heeft, wordt deze ook vanaf vakje 65 voor een bepaald bedrag per beurt uitbetaald.   
Het speelbord, waarvan het parcours de vorm heeft van een achtbaan met in het midden een N, is voorzien van vijf soorten gekleurde velden. Komt men op een groen vakje, dan moet men een groene kanskaart trekken, waarvan de tekst nogal belerend overkomt, bijvoorbeeld:
"Je hond beet de postbode in zijn been en heeft zijn broek gescheurd, fl. 50 schade en een beurt overslaan om de hond te dresseren, voor geldschade vrij met een wappertje". Als de speler dus een wappertje heeft is de schade verzekerd en hoeft er niet betaald te worden.
"Dat komt er nu van als je je niet goed vasthoudt, dan val je van je bagagedrager af. Nu zit je met een gebroken been, dat betekent fl. 180 kosten en 2 beurten overslaan, voor geldschade vrij met de Gouden ongevallenpolis". Als de speler dus een Gouden ongevallenpolis heeft hoeft er niet betaald te worden.
Daarnaast zijn er ook rode, blauwe, zwarte en gele vakjes. Bij een rood vakje heeft men de keus wel of niet een kanskaart te nemen. Neemt men een kanskaart dan ontvangt de speler fl. 10 van de bank. Bij blauwe en zwarte vakjes staat in de spelreglement vermeld wat de speler te doen staat. De blauwe vakjes geven iets positiefs en de zwarte vakjes iets negatiefs. Bij een geel vakje hoeft er niets te gebeuren. Komt men op een vakje dat al door een andere speler bezet is betaald men fl. 10 aan elke speler. 
| nummer                     | kleur | betekenis |
| -------------------------- | ----- | --- |
| 16, 18, 27, 47, 50, 54, 65 | blauw | men heeft een speciale leeftijd bereikt en krijgt iets kado of mag een aantal plaatsten vooruit (bij vakje 27 bijvoorbeeld een pensioenboekje dat men bij vakje 65 kan verzilveren). |
| 15, 35, 40, 48, 58, 70, 92 | rood  | men heeft de keus voor wel of niet een kanskaart. |
| 59, 70, 83, 94, 97 en 99   | zwart | men moet een aantal vakjes terug en dan één of meer beurten overslaan. |

Wie te veel ogen gooit en daardoor voorbij vakje 100 zou spelen, moet vanaf 100 weer terugspelen. Hierbij dient bij het terugspelen het dubbele aantal plaatsen te worden teruggegaan als het aantal ogen dat is gegooid met de dobbelsteen. Dit vergroot het risico dat men op de gevreesde zwarte vakjes terechtkomt. 
Wanneer een speler op het vakje 100 belandt, is het spel afgelopen. Deze hoeft echter niet de winnaar te zijn, want dat is de speler die nog het meeste geld over heeft. De speler die op vakje 100 belandt krijgt van de bank een bonus van fl. 1.000, de tweede fl. 500 en de derde fl. 250. Heeft men een levensverzekeringspolis dan mag men bij het eindbedrag fl. 500 optellen. Pas dan is de winnaar bekend.
Verliest een speler tijdens het spel al zijn geld dan kan deze eenmalig fl. 500 lenen bij de bank dat aan het einde van het spel met 
fl. 50 rente aan de bank moet worden terug betaald voor de winnaar bekend wordt.   